# Sociaaldemocratische Partij van Slovenië
De Sociaaldemocratische Partij van Slovenië is een Sloveense politieke partij. De partij is om juridische redenen nog steeds geregistreerd, maar feitelijk heeft zij na een aantal naamswijzigingen in 2003 de naam Sloveense Democratische Partij aangenomen en ageert in het rechtse politieke spectrum. In dit artikel wordt hoofdzakelijk ingegaan op de periode tussen 1988 en 1993, voor later zie SDS

## Oprichting
De eerste initiatieven voor de oprichting van een sociaaldemocratische partij in Slovenië werden ondernomen in het kader van een staking in Ljubljana op 9 december 1987 door France Tomšič. Na verschillende pogingen meldden Tomšič en twee sympathisanten op 9 december 1988, een jaar later, dat een oprichtingscomité was geformeerd. Tot de oprichters van de Sociaaldemocratische Bond van Slovenië behoorden Tit Turnšek (1997-1998 minister van defensie voor de SLS en Matjaž Šinkovec (later ambassadeur).

## Jože Pučnik
Omdat verschillende leden Franc Tomšič, niet capabel genoeg vinden als voorzitter, zoekt men contact met Jože Pučnik, die reeds lange tijd als dissident in Duitsland leeft. Pučnik, die actief was bij de Sozialdemokratische Partei Deutschlands (SPD), neemt het aanbod aan en wordt partijvoorzitter.

## Janez Janša
Onder leiding van Janez Janša, die in 1992 overstapte van de electoraal minder succesvolle Sloveense Democratische Bond, moest de partij uit het kabinet Drnovšek stappen als gevolg van de affaire-Depala vas, waarin Janša zijn bevoegdheden als defensieminister te buiten was gegaan. Vervolgens voerde de partij jarenlang campagne tegen de LDS en "de communisten", vaak gepersonifieerd door Milan Kučan. In 2000 nam de partij deel aan het kabinet Bajuk, maar dit viel al na enkele maanden.

## Hernoeming
In 2003 hernoemde de partij zich in Sloveense Democratische Partij. Pas in 2004 keerde de partij terug in de regering, deze keer met een overweldigende verkiezingsoverwinning. 
Verkiezingsresultaten (in parlementszetels):